# Allen Gardiner
Allen Francis Gardiner (Basildon Park, 28 gennaio 1794 – Isola Grande della Terra del Fuoco, 6 settembre 1851) è stato un navigatore e missionario inglese, fondatore della South American Missionary Society.

## Biografia

### Gioventù
Allen era il quinto figlio di Samuel Gardiner di Coombe Lodge (Oxfordshire) avuto da Mary, figlia di Charles Boddam di Bull's Cross, frazione di Enfield Town (Middlesex); nacque il 28 gennaio 1794 nella casa canonica di Basildon (Berkshire), dove i suoi genitori abitavano temporaneamente. Ricevette un'educazione religiosa e, nel maggio 1808, entrò nella Royal Naval Academy di Portsmouth.

### Carriera navale
Il 20 giugno 1810 entrò volontariamente a far parte dell'equipaggio della HMS Fortune e, spostandosi dopo un po' sul Phœbe, servì come cadetto su quella nave fino all'agosto 1814 quando, essendosi distinto nella cattura della fregata americana Essex, fu mandato in Inghilterra, dove fu premiato col grado di sottotenente.
Confermato tenente il 13 dicembre, viaggiò poi in varie parti del mondo a bordo del Ganymede, del Leander e del Dauntless, ritornando invalido a Portsmouth il 31 ottobre 1822. Il 1º luglio 1823 sposò Julia Susanna, seconda figlia di John Reade di Ipsden House, frazione di Ipsden (Oxfordshire); Julia morì sull'isola di Wight il 23 maggio 1834.
Allen fu a Terranova nel 1824 come sottotenente dello Jupiter, tornando in Inghilterra nel 1825 a bordo del Clinker; il 13 settembre 1826 fu promosso comandante, ma dopo quel periodo, nonostante i suoi sforzi, non riuscì più ad ottenere nuovi ingaggi.

### Opera missionaria
Molto prima di ciò la sua attenzione era stata molto attirata dalla visione britannica contemporanea allo stato di abbandono delle nazioni pagane, quindi decise di dedicare la sua vita all'attività missionaria pionieristica.
Con queste intenzioni andò in Africa nel 1834 e, percorrendo il paese degli Zulu, stabilì una prima stazione missionaria a Port-Natal, l'odierna Durban. Dal 1834 al 1838 fece sinceri sforzi per costruire chiese cristiane nei territori Zulu, ma varie circostanze gli impedirono di avere successo; il 7 ottobre 1836 sposò in seconde nozze Elizabeth Lydia, la figlia maggiore del reverendo Edward Garrard Marsh, vicario di Aylesford (Kent).
Dal 1838 al 1843 lavorò tra gli Indiani del Cile e nell'arcipelago malese, andando di isola in isola, ma i suoi sforzi furono vanificati dall'opposizione dei governi locali.

#### Nella Terra del Fuoco
Allen visitò la Terra del Fuoco per la prima volta il 22 marzo 1842 quando, venendo dalle isole Falkland a bordo dello schooner Montgomery, sbarcò nel porto di Oazy. La Church Missionary Society fu pregata di mandare dei missionari in Patagonia, ma declinò per mancanza di fondi; simili proposte furono fatte, senza successo, alla English Wesleyan Mission e alla London Missionary Society.
Nel 1844 fu fondata un'apposita società, la Patagonian Missionary Society, e il maestro di scuola Robert Hunt, assieme allo stesso Gardiner, fu mandato come primo missionario; questo tentativo di stabilire una missione, comunque, fallì, e i due ritornarono in Inghilterra nel giugno 1845.
Gardiner, per niente scoraggiato, lasciò di nuovo l'Inghilterra il 23 settembre dello stesso anno e, assieme a Federico Gonzales, il protestante spagnolo dal quale aveva imparato lo spagnolo, andò in Bolivia, dove distribuì agli indigeni delle Bibbie, pur essendo molto osteggiato dalla Chiesa cattolica. Poi, quando Gonzales si stabilì come missionario a Potosí, Gardiner fece ritorno in patria, sbarcando a Southampton l'8 febbraio 1847.
Gardiner trascorse il 1848 a sondare gli animi per preparare una missione in Terra del Fuoco, ma ebbe grandi difficoltà: cercò di interessare all'impresa la chiesa morava e le missioni della chiesa di Scozia, ma nessuna delle due era in grado di fornire aiuti; alla fine una signora di Cheltenham diede 700 £ e si decise di compiere la missione.

### Ultima missione e morte
Accompagnato dal chirurgo Richard Williams, dal carpentiere Joseph Erwin, dal catechista John Maidment e da tre pescatori della Cornovaglia, Pearce, Badcock e Bryant, Gardiner partì da Liverpool il 7 settembre 1850 nella Ocean Queen, arrivando all'isola Picton il 5 dicembre; avevano con loro due lance, ognuna lunga 26 piedi (7,92 metri), nelle quali erano stivate provviste per sei mesi.
Gli Yamana erano ostili e abili nel furto, il clima era rigido e il paese arido.
Trascorsero sei mesi e non arrivarono nuove provviste, bloccate alle isole Falkland per mancanza di navi. I componenti morirono gradualmente di stenti: l'ultimo di loro, Gardiner, morì probabilmente il 6 settembre (1851).

### Eventi successivi
Il 21 ottobre arrivò la John Davison, mandata in loro soccorso, e il 6 gennaio 1852 l'HMS Dido giunse anch'essa sul posto, ma tutto ciò che poterono fare fu seppellire i corpi e riportare indietro il diario di Gardiner.
Due anni dopo, nel 1854, l’Allen Gardiner, uno schooner di 88 tonnellate, fu mandata in Patagonia con a bordo dei missionari, e nel 1856 l'unico figlio di Allen, Allen W. Gardiner, andò nel paese come missionario.

## Opere
Tra le sue opere:
- Outlines of a Plan for Exploring the Interior of Australia, (1833).
- Narrative of a Journey to the Zoolu Country in South Africa, undertaken in 1835, (1836).
- A Visit to the Indians on the Frontiers of Chili, (1840).
- A Voice from South America, (1847).